# Sílvia Quer
Sílvia Quer (Barcelona, 25 de agosto de 1962) es una directora de cine y televisión. Comenzó su carrera en la autonómica TV3, en series como Poblenou, Secrets de familia, Laberint d'ombres o Nissaga de poder. El 2004 debutó en el cine con Febrer. Aborda miniseries históricas o basadas en hechos reales como 23 F. El día más difícil del Rey, Premio Ondas y Premio Nacional de Televisión, y La llum d'Elna (La luz de Elna), y Quico Sabaté, sense destí, ambas Premio Gaudí a la mejor película para televisión.

## Biografía
Estudió Dirección de actores en la Escuela Internacional de Cine y Televisión de San Antonio de los Baños, Cuba. En 1990 empezó a realizar en TV3 programas de entretenimiento e infantiles, como Super3, Y en 1993 pasa a dirigir series para misma autonómica. 
Desde 1994, ha dirigido capítulos de ficciones como Poblenou, Secrets de familia, Laberint d'ombres, Nissaga de poder, Nissaga, l'herència, Majoría absoluta... En 2000, realizó su primer telefilme Valeria, al que le siguieron otros también para autonómicas, como L'estratègia del cucut, Carles, príncep de Viana, sobre Carlos IV de Navarra, con José María Pou, y Sara.
Debutó en el cine con Febrero (2006), adaptación de Cinco noches de febrero, de Eduard Márquez, para volcarse de nuevo en películas para televisión como María y Assou, Pacient 33, con Juanjo Puigcorbé y Otra ciudad, con Tristán Ulloa, todas para TV3.
En 2009, dirige para TVE y TV3, 23-F: el día más difícil del Rey, miniserie de dos capítulos con Lluís Homar, sobre el intento de golpe de Estado. Fue premiada, entre otros con el Premio Ondas, el Premio Nacional de Televisión, y el Premio Gaudí a la mejor miniserie.
Insistió con historias reales en Operación Jaque (2010), miniserie de dos capítulos para TVE sobre el secuestro a manos de las FARC y rescate de la colombiana Íngrid Betancourt. Fue nominada a los Premios Emmy International 2011 y premiada con el Fipa de Plata a la mejor miniserie en el Festival Internacional de Programas Audiovisuales de Biarritz, Francia.
Pasó a dirigir capítulos de series para cadenas nacionales, en Madrid, con Bambú Producciones al frente de Gran Reserva (2011, TVE), Gran Hotel (2012, Antena 3), Velvet (2013, Antena 3) y Bajo sospecha (2014). De vuelta a Barcelona, rueda los telefilmes La Xirgu (2015, TV3), con Laia Marull y La luz de Elna (2016 TV3, TVE), sobre la historia de la Maternidad de Elna, con Natalia de Molina, y la serie para Mediaset, Sé quién eres. Premio Ondas 2017.
Se volcó en historias reales con su primer documental Terra cremada (2016), sobre el político catalán, Miquel Serra i Pàmies y las tv movies De la ley a la ley (2018, TVE), en torno al político Torcuato Fernández-Miranda, con Gonzalo de Castro, y La mujer del siglo (2018, TV3 y TVE), con Nora Navas sobre la eclosión del feminismo en la Barcelona de 1919.
En 2019, debutó en series de plataforma. Dirigió tres episodios de la segunda temporada de ÉLITE y tres de El desorden que dejas, ambas de Netflix. Rodó Berenàveu a les fosques (2021, TV3), adaptación de la obra teatral de Josep Maria Benet i Jornet; la serie chileno-mexicana Señorita 89 (2022), sobre la corrupción en los concursos de belleza de México, y la tv movie Quico Sabaté: Sense destí (2022) sobre el último guerrillero catalán en los años 60 del siglo pasado. Está última, Premio Gaudí 2024 mejor película para televisión. En 2023 rueda la serie juvenil Jo, mai, mai (TV3)
Compagina la ficción con la realización de spots publicitarios y la docencia en diferentes áreas del audiovisual y de actores. Desde junio de 2021 forma parte de la Junta de la Acadèmia del Cinema Català, presidida por la directora Judith Colell i Pallarès.

## Filmografía
- 1994: Xooof! (Serie, TV3)
- 1994: Poblenou (Serie, 58 capítulos, TV3)
- 1995: Rosa (Serie,1 episodio, TV3)
- 1995: Secrets de família (Serie, 5 episodios, TV3)
- 1995-1997: Estació d'enllaç (Serie, 26 capítulos, TV3)
- 1996: Nissaga de poder (Serie, 5 capítulos, TV3)
- 1998: Laberint d'ombres (Serie, 16 episodios, TV3)
- 1999-2000: Nissaga l'herència (Serie, (2 episodios, TV3)
- 2001: L'estratègia del cucut (Telefilm, TV3)
- 2001: Carles, príncep de Viana (Telefilm, TV3)
- 2001: Valèria (Telefilm, TV3)
- 2002: Majoria absoluta (Serie,1 episodio, TV3)
- 2003: Sara (Telefilm, TVG)
- 2004: El reencuentro (Telefilm)
- 2004: Febrer (Cine)
- 2005: Maria i Assou (Telefilm, TV3)
- 2007: Catalònia terra de tots (Telefilm, TV3)
- 2007: Pacient 33 (Telefilm, TV3)
- 2009: 50 años de... (Sèrie documental, 1 episodio, TVE)
- 2009: 23-F: El día más difícil del Rey (Miniserie, 2 episodios, TVE)
- 2009: L'altra ciutat (Telefilm, TV3)
- 2010: Gavilanes (Serie, Antena 3) (1 episodio)
- 2010: Operación Jaque (Miniserie, 2 episodios, TVE)
- 2011: Gran Reserva (Serie, TVE) (2 episodios)
- 2011-2013: Gran Hotel (Serie, Antena 4) (14 episodios)
- 2014: Un cuento de Navidad (Telefilm, TVE)
- 2015: La Xirgu (Telefilm, TV3)
- 2017: De la ley a la ley (Telefilm, TVE)
- 2017: Sé quién eres (Serie, (2 episodios, Mediaset)
- 2017: La luz de Elna (Telefilm, TV3)
- 2017: La mujer del siglo (Telefilm, TV3)
- 2018: Terra Cremada (Telefilm documental, TV3)
- 2019: Élite (Serie, 3 episodios, Netflix)
- 2020: El desorden que dejas (Serie, 3 episodios, Netflix)
- 2021: Berenàveu a les fosques (Telefilm, TV3)
- 2022: Señorita 89 (Serie, 4 episodios, Mexico)
- 2022: Quico Sabaté: Sense destí (Telefilm, TV3)
- 2024: Jo mai mai (Serie, seis episodios TV3)

## Premios y reconocimientos
- 2009: Premio Nacional de Televisión, por 23-F: el día más difícil del Rey.[6]
- 2009: Premio Ondas a la Innovación a la calidad televisiva, a 23-F: el día más difícil del Rey.[4]
- 2009: Premio Gaudí a la mejor película para TV, a 23-F: el día más difícil del Rey.[5]
- 2009: Nominación al Premio Zapping a la Mejor serie,  23-F: el día más difícil del Rey.
- 2011: Nominación Premios Emmy Internacional mejor miniserie, a Operación Jaque.[19]
- 2011: FIPA de Plata de Series de Ficción en el Festival Internacional de Programas Audiovisuales de Biarritz, Francia.[7]
- 2016: Nominación Premio Gaudí mejor película para televisión, La Xirgu.[20]
- 2017: Premio Ondas mejor serie, Sé quién eres.[21]
- 2017: Nominación Premios Feroz mejor serie dramática, Sé quién eres.[22]
- 2017: Premio Gaudí mejor película para televisión, La luz de Elna.[23]
- 2018: Nominación Premio Gaudí mejor película para televisión, De la ley a la ley.
- 2019: Nominación Premio Gaudí mejor película para televisión, La mujer del siglo.
- 2024: Premio Gaudí mejor película para televisión, Quico Sabaté: Sense destí.[24]